# Friedrich Hauser
Friedrich Hauser (Stuttgart, 1859 – Baden-Baden, 1917) fue un arqueólogo e historiador alemán. 
Su más famosa publicación  fue Die Neuattischen Reliefs (Stuttgart: Verlag von Konrad Wittwer, 1889) donde identificó un estilo que se ha llamado el Neoático, perteneciente a la escultura que se estaba produciendo en los círculos más tardíos de la escultura helenística durante el siglo I a. C. y en la antigua Roma, que consistía en la interpretación de esculturas de la Grecia clásica así como en bajorrelieves realizados en vasos griegos como cráteras, con tipologías de modelos clásicos de finales de los siglos V y IV a. C.